# Shigeru Shibuya
Shigeru Shibuya (渋谷 茂 Shibuya Shigeru?) es un seiyū japonés nacido el 11 de julio de 1960 en la Prefectura de Kaminagawa.

## Roles interpretados
- Jackie Tonomura en Gundam Seed.
- Gene Starwind en Outlaw Star.
- Saji Keisuke en Iketeru Futari.
- Shinsuke en Samurai Champloo.
- Eiji Kimura en Beck: Mongolian Chop Squad.